# Steirisch-niederösterreichische Kalkalpen
Die steirisch-niederösterreichischen Kalkalpen sind der östlichste Teil der Nördlichen Kalkalpen, von der Enns bis zum Wiener Becken. Dazu gehören die kalkhochalpinen Massive Hochschwab, Veitsch, Schneealpe, Rax und Schneeberg, der Ötscher und nördlich davon die Kalkvoralpen bis zur Flyschzone.
Die geologischen Verhältnisse im Kalkgebirge machen diesen Teil der Kalkalpen zu einem wertvollen Trinkwasserreservoir, von dem auch die Wiener Wasserversorgung ihren Ausgang nimmt. Der Geologe Eduard Suess setzte sich schon im Jahre 1864 im Wiener Gemeinderat für eine Wasserleitung aus diesem Gebiet ein. Im Jahre 1873 wurde diese I. Wiener Hochquellenwasserleitung aus dem Rax-Schneeberg-Gebiet eröffnet. 
Die II. Wiener Hochquellenwasserleitung wurde im Jahre 1910 eröffnet und bezieht ihr Wasser ebenfalls aus dem Gebiet der steirisch-niederösterreichischen Kalkalpen, sie wird von Quellen im Hochschwabgebiet in der Nähe von Wildalpen gespeist. Die größte Quelle ist die Kläfferquelle am Fuß des Hochschwab, im steirischen Salzatal. Diese Quelle liefert bei Schneeschmelze 860 Millionen Liter pro Tag, vier Mal mehr als über die Hochquellenwasserleitung nach Wien transportiert werden kann.
Die Wiener Forstverwaltung betreut die Wälder im Einzugsgebiet der Quellen, die als Wasserschutzgebiet ausgewiesen sind. Große Teile der Waldungen gehören auch dem Stift Admont.